# Phoracantha cruciata
Phoracantha cruciata là một loài bọ cánh cứng trong họ Cerambycidae.